# SOV
SOV — в лінгвістичній типології тип мови, в якій речення формуються в наступному базовому порядку:
- підмет (Subject) + додаток (Object) + присудок (Verb). До мов типу SOV належать понад 45 % усіх мов світу, серед яких санскрит, гінді, давньогрецька, латина, японська тощо[1].

Це значення часто використовується по відношенню до ергативних мов, таких як адигейська і баскська, в яких насправді використовуються агенси замість справжнього підмету.

## Поширення
Порядок слів SOV є найпоширенішим типом серед природних мов (за ним слідує тип підмет-присудок-додаток (SVO); на ці два типи припадає понад 75 % природних мов).
До мов з устроєм SOV належать усі індоіранські мови (ассамська, бенгальська, гінді, гуджараті, зазакі, курдська, маратхі, непальська, палі, перська, пенджабі, пушту, синдхі, сингальська, урду тощо), аарійська, абадійська, абауська, аймарська, айнська, аккадська, амхарська, ассирійська, баскська, бірманська, бурушаскі, вірменська, давньогрецька, дакота, доґонські мови, еламська, іджоїдні мови, ітельменська, каннада, кечуа, класична латинь, корейська, лакота, малаялам, манде, маніпурі, маньчжурська, монгольська, навахо, неварська, нівхська, нобін, омаха-понка, сенуфо, сері, сицилійська, сомалійська і майже усі інші кушитські мови, сунварська, тамільська, телугу і решта дравідійських мов, тибетська та майже усі тибето-бірманські мови, тигринья, тюркські мови, угорська, хаджонґ, хетська, хопі, черокі, шумерська, майже всі юто-ацтекські, юкагирські мови, японська та майже усі мови кавказької спільності (абазинська, даргинська, чеченська тощо).

## Приклади

### Албанська
Ця послідовність (SOV) зустрічається лише у поетичній мові.
Agimi
Аґімі
Підмет
librin
ця книга
Додаток
e mori
взяв
Присудок
Аґімі взяв книжку.

### Азербайджанська
Ümid
Умід
Підмет
ağac
дерево
Додаток
əkəcək
посадить
Присудок
Умід посадить дерево.

### Баскська
У баскській в коротких реченнях, як правило, ідуть підмет або агенс–додаток–присудок; а у довгих реченнях, як правило, — підмет або агенс–присудок–додаток:
Enekok
Енеко (+ERG)
Agent
sagarra
це яблуко
Додаток
ekarri
принесла (принести)
Присудок
du
AUX мала
Енеко принесла яблуко.
Eneritzek
Енеріц (+ERG)
Parts
eskatu
попросив
Агенс
du
AUX мав
Присудок
+ + +
+ + +
Додатки
Енеріц попросив книгу, яку ніхто не хотів читати.

### Бенгальська
আমি
ami
ami
Я.SUBJ
Підмет
ভাত
bʰat
bhat
рис.OBJ
Додаток
খাই
kʰai
khai
їм.PRES
Присудок
Я їм рис.

### Бірманська
Бірманська є аналітичною мовою.
ငါ
ŋà
nga
Я
Підмет
က
ɡa̰
ga.
SUBJ
‌ရေသန့်ဘူး
seʔkù bú
se'ku bu:
пляшка води
Додаток
ကို
ɡò
gou
OBJ
ဖွင့်
pʰwìɴ
hpwin.
відкривати
Присудок
တယ်
dè
de
PRES
Я відкриваю пляшку з водою.

### Вірменська
Իմ
Im
моє
անունը
anunȳ
ім'я
Підмет
Շուշանիկ
Šušanik
Шушанік
Додаток
է
ē
є
Присудок
Моє ім'я (є) Шушанік. / Мене звати Шушанік.

### Гінді
मैं
main
я
Підмет
एक
ek
одне
सेब
seb
яблуко
Додаток
खाता हूँ
khaataa hun
їм.PRES.M
Присудок
Я їм яблуко.

### Готська
𐌲𐌿𐌼𐌰
Guma
чоловік
Підмет
𐌵𐌹𐌽𐍉𐌽
qinon
жінку
Додаток
𐍆𐍂𐌹𐌾𐍉𐌸.
frijoþ.
кохає
Присудок
Чоловік кохає жінку.

### Грузинська
Грузинська мова не дуже строга щодо порядку слів, але, як правило, користується устроєм SOV або SVO.
მე
me
я
Підмет
ქართველი
kartveli
грузин
Додаток
ვარ.
var
[я] є
Присудок
Я — грузин. / Я є грузином.

### Давньогрецька (класична)
ὁ
ho
цей
ανήρ
anḗr
чоловік
Підмет
τὸν
tòn
ця
παĩδα
paîda
дитина
Додаток
φιλεῖ.
phileî
любить
Присудок
Чоловік любить дитину.

### Зазакі
У мові зазакі зазвичай використовується устрій підмет-додаток-присудок (SOV), але іноді також використовує підмет–присудок–додаток (SVO).
O
Він
Підмет
ey
це
Додаток
kırışeno
несе
Присудок
Він це несе.

### Зарма
Hama
Хама
Підмет
na
COMP
mo
рис
Додаток
ŋwa
їсти
Присудок
Хама їв рис.

### Італійська
В італійській мові зазвичай використовується устрій підмет-присудок-додаток (SVO), але коли використовується енклітичний займенник, він стоїть перед присудком та допоміжним словом, утворюючи SOV:
Io
я
Підмет
la
це.F
Додаток
sto
перебуваю
Допоміжне
mangiando
поїдаючи
Присудок
Я їм це.

### Іспанська
В іспанській мові зазвичай використовується структура підмет–дієслово–об’єкт, але коли вживається енклітичний займенник, він стоїть перед дієсловом і допоміжним. Іноді в конструкціях з двома дієсловами, що включають неозначене і герундій, енклітичний займенник може стояти перед обома дієсловами або приєднуватися до кінця другого дієслова.
Yo
я
Підмет
lo
це
Додаток
como
їм
Присудок
Я їм це.

### Казахська
Дастан
Dastan
Дастан
Підмет
кітап
kitap
книга
Додаток
оқыды
oqıdı
прочитав
Присудок
Дастан прочитав книжку.
Є також можливим речення OSV: Кітапті Дастан оқыды. / Kitapti Dastan oqıdı.

### Каннада
ನಾನು
Naanu
я
Subject
ಮನೆ
mane
цей будинок
Object
ಕಟ್ಟಿದೆನು
kaTTidenu
побудував
Verb
Я побудував цей будинок.

### Кашмірська
Подібно німецькій і нідерландській, індоарійська мова кашмірі використовує порядок слів SOV у поєднанні з порядком V2. Нефінітне дієслово (дієйменник або дієприкметник) стає в кінцеве положення, а фінітне дієслово (тобто відмінюване) — на передостанню. Прості дієслова слідують SVO, тоді як допоміжні дієслова є розділювані, тобто в них можна вклинити інші члени речення:
کور
kuur
дівчина
Підмет
چہے
chhi
є
Допоміжне
ثونٹہ
tsũũţh
яблука
Додаток
کہیوان
khyevaan
поїдання
Присудок
Дівчина їсть яблука.
Враховуючи, що кашмірська мова є мовою V2-типу, то якщо слово tsũũţh «яблуко» стоїть першим, то підмет kuur «дівчина» має слідувати за допоміжним chhi «є»: tsũũţh chhi kuur khyevaan.
Крім того, порядок слів змінюється в залежності від того, знаходиться речення в головному реченні у складнопідрядному реченні або ж в певних видах залежного речення. Наприклад, у відносних реченнях порядок слів буде SOV+Допоміжне:
| Головне речення + Підрядне речення | میے ان سوہ کور یوس ثونٹہ کہیوان چہے | میے ان سوہ کور یوس ثونٹہ کہیوان چہے | میے ان سوہ کور یوس ثونٹہ کہیوان چہے | میے ان سوہ کور یوس ثونٹہ کہیوان چہے | میے ان سوہ کور یوس ثونٹہ کہیوان چہے | میے ان سوہ کور یوس ثونٹہ کہیوان چہے | میے ان سوہ کور یوس ثونٹہ کہیوان چہے | میے ان سوہ کور یوس ثونٹہ کہیوان چہے | میے ان سوہ کور یوس ثونٹہ کہیوان چہے |
| Латинізація                        | =>                                  | mye                                 | eny                                 | swa kuur                            | =>                                  | ywas                                | tsũũţh                              | khyevaan                            | chhi                                |
| Глоси                              | =>                                  | я                                   | привів                              | та дівчина                          | =>                                  | яка                                 | яблука                              | поїдання                            | бути                                |
| Частини речення                    | Головне речення =>                  | Підмет                              | Присудок                            | Додаток                             | Підрядне речення =>                 | Підмет                              | Додаток                             | Присудок                            | Auxiliary                           |
| Переклад                           | Я привів дівчинку, яка їсть яблука. | Я привів дівчинку, яка їсть яблука. | Я привів дівчинку, яка їсть яблука. | Я привів дівчинку, яка їсть яблука. | Я привів дівчинку, яка їсть яблука. | Я привів дівчинку, яка їсть яблука. | Я привів дівчинку, яка їсть яблука. | Я привів дівчинку, яка їсть яблука. | Я привів дівчинку, яка їсть яблука. |

### Кечуа
Мови кечуань мають стандартний порядок слів SOV. Наступний приклад наведено з південно-болівійської кечуа.
Ñuqa-qa
я-TOP
Підмет
papa-ta
картопля-ACC
Додаток
mikhu-rqa-ni
їсти-PAST-1SG
Присудок
Я їв картоплю.

### Киргизька
Биз
Biz
ми
Підмет
алма
alma
яблуко
Додаток
жедик
jedik
їли
Присудок
Ми з'їли яблуко.

### Китайська
Як правило, в усіх китайських говорах/мовах використовується порядок слів SVO. Однак, особливо у стандартному мандаринському діалекті, SOV також допускається. Існує навіть для цього особлива частка 把 (bǎ) задля утворення таких SOV-речень.
Наступний приклад, в якому використовується 把, неоднозначно позначений як SOV. 把 можна тлумачити як дієслово, що означає «тримати». Однак це не означає утримувати щось дослівно і фізично. Скоріше, підмет утримується образно, знаходячись в залежності від дієслова (присудка).[джерело?]
| Речення               | 我把苹果吃了.                                       | 我把苹果吃了.                                        | 我把苹果吃了.                                       | 我把苹果吃了.                                       |
| Слова                 | 我                                                  | 把                                                   | 苹果                                                | 吃了.                                               |
| Піньїнь (латинізація) | Wǒ                                                  | bǎ                                                   | píngguǒ                                             | chīle                                               |
| Глоси                 | я                                                   | покажчик предмета, на який впливає наступне дієслово | яблуко                                              | їв                                                  |
| Частини речення       | Підмет                                              | Доповнення                                           | Додаток                                             | Присудок                                            |
| Переклад              | Я з'їв яблуко. (Яблуко, про яке ми говорили раніше) | Я з'їв яблуко. (Яблуко, про яке ми говорили раніше)  | Я з'їв яблуко. (Яблуко, про яке ми говорили раніше) | Я з'їв яблуко. (Яблуко, про яке ми говорили раніше) |
|                       |                                                     |                                                      |                                                     |                                                     |

### Корейська
내
nae
я
Підмет
가
ga
SBJ
상자
sangja
коробка
Додаток
를
reul
OBJ
여(ㄹ)
yeo(l)
відкривати
Присудок
ㄴ
n
PRES
다.
da.
IND
Я відкриваю коробку.
가 (ga)/이 (i) є часткою, що вказує на підмет. 를 (reul)/을 (eul) — частка, що вказує на додаток. Приголосний «ㄹ (l)» в корні дієслова «열- (yeol-)» випадає перед суфіксом «ㄴ (-n)», утворюючи «연- (yeon-)».
※ Тут займенник «나 (na, я)» змінено на «내 (nae)» перед часткою «가 (ga)».

### Курдська (курманджі)
Ez
я
Підмет
xwarin
їжу
Додаток
dixwim
їм
Присудок
Я їм їжу.

### Курдська (сорані)
من
я
Підмет
خواردن
їжу
Додаток
دەخۆم
їм
Присудок
Я їм їжу.

### Латинська
Класична латина була флективною мовою і мала дуже гнучкий порядок слів і побудову речень, але найпитомішим порядком слів в офіційній прозі був SOV.
Servus
раб.NOM
Підмет
puellam
дівчину.ACC
Додаток
amat
кохає
Присудок
Раб кохає дівчину.

### Малаялам
ഞാൻ
ñān
я
Підмет
പുസ്തകം
pustakam̥
(ця) книга
Додаток
എ
(-e)
ACC
എടുത്തു
eṭuttu
взяв
Присудок
Я взяв книжку.
- Pustakam̥ + -e = pustakatte (പുസ്തകത്തെ)

### Маніпурі
ꯑꯩ
Ei
я
Підмет
ꯐꯨꯠꯕꯣꯜ
football
футбол
Додаток
ꯁꯥꯅꯩ
sanei
граю
Присудок
Я граю у футбол.

### Маньчжурська
| Речення | ᠪᡳ ᠪᡠᡩᠠ ᠪᡝ ᠵᡝᠮᠪᡳ                                                     |
| Глоси   | ᠪᡳbiяПідметᠪᡠᡩᠠbudaїжаДодатокᠪᡝbeACC ᠵᡝᠮᠪᡳjembiїстиПрисудокЯ їм їжу. |

### Маратхі
तो
Tō
він
Підмет
बियाणे
biyāṇē
насіння
Додаток
पेरतो
pēratō
сіє
Присудок
Він сіє насіння.

### Монгольська
Би
Bi
я
Підмет
ном
nom
одна книга
Додаток
уншив
unshiv
читаю
Присудок
Я читаю книгу.

### Непальська
म
ma
я
Підмет
किताब
kitāb
книжку
Додаток
पढ्छु
paḍhchhu
читаю.PRES
Присудок
Я читаю книгу.

### Нідерландська
Нідерландська мова використовує порядок слів SOV у поєднанні з порядком V2. Нефінітне дієслово (дієйменник або дієприкметник) стає в кінцеве положення, а фінітне дієслово (тобто відмінюване) — на передостанню. Прості дієслова слідують порядку SVO, а нефінітні і складні дієслова слідують такому зразку:
Ik
я
Підмет
wil
хотіти
FIN.Присудок
je
ти
Додаток
helpen
допомагати
NFIN.Присудок
Я хочу тобі допомогти.
Чистий порядок SOV міститься в підрядних реченнях:
Ik
я
Підмет
zei
сказав
FIN.Присудок
dat
що
SUBORD.CONJ
ik
я
Підмет
je
ти
Додаток
wil
хотіти
FIN.Присудок
helpen
допомагати
NFIN.Присудок
Я сказав, що хочу тобі допомогти.

### Німецька
Німецька використовує порядок слів SOV у поєднанні з порядком V2. Нефінітне дієслово (дієйменник або дієприкметник) стає в кінцеве положення, а фінітне дієслово (тобто відмінюване) — на передостанню. Прості дієслова слідують SVO, а складні дієслова слідують такому зразку:
Er
він
Підмет
hat
мав
Допоміжне
einen
одне
Apfel
яблуко
Додаток
gegessen.
з'їдене
Присудок
Він з'їв яблуко.
Також у складнопідрядних реченнях порядок слів змінюється в залежності від головного та підрядного речень. У підрядних реченнях порядок слів завжди є SOV:
Weil
бо
Сполучник
Horst
Горст
Підмет
einen
одне
Apfel
яблуко
Додаток
gegessen
з'їдене
Присудок
hat.
мав
Допоміжне
Бо Горст з'їв яблуко.

### Носу / Північна ї
ꉢ
nga
Я
Підмет
ꌧꅪ
syp-hni
(одне) яблуко
Додаток
ꋠ
zze.
їсти
Присудок
Я їм яблуко.

### Орійська
ମୁଁ
mun
я
Підмет
ଏକ
eka
одне
ସେଓ
seo
яблуко
Додаток
ଖାଏ
khaae
їм.PRES.M
Присудок
Я їм яблуко.

### Осетинська
Алан
Alan
Алан
Підмет
чиныг
činyg
книга
Додаток
кæсы
kæsy
читає
Присудок
Алан читає книгу.

### Пенджабська
Пенджабська дуже гнучка у порядку слів і може записуватися двома видами письма, ґурмукхі та шахмукхі, другий з котрих пишеться справа наліво.
| Речення       | Ґурмукхі      | ਮੈਨੂੰ ਇੱਕ ਸੇਬ ਚਾਹੀਦਾ ਹੈ।                                  | ਮੈਨੂੰ ਇੱਕ ਸੇਬ ਚਾਹੀਦਾ ਹੈ।                                  | ਮੈਨੂੰ ਇੱਕ ਸੇਬ ਚਾਹੀਦਾ ਹੈ।                                  | ਮੈਨੂੰ ਇੱਕ ਸੇਬ ਚਾਹੀਦਾ ਹੈ।                                  |
| Речення       | Шахмукхі      | مَیں نُوں اِکّ سیب چاہیدا ہے۔                        | مَیں نُوں اِکّ سیب چاہیدا ہے۔                        | مَیں نُوں اِکّ سیب چاہیدا ہے۔                        | مَیں نُوں اِکّ سیب چاہیدا ہے۔                        |
| Слова         | Ґурмукхі      | ਮੈਨੂੰ                                               | ਇੱਕ                                               | ਸੇਬ                                               | ਚਾਹੀਦਾ ਹੈ                                            |
| Слова         | Шахмукхі      | مَیں نُوں                                          | اِکّ                                               | سیب                                              | چاہیدا ہے                                        |
| Латинізація   | Латинізація   | mainu                                            | ikk                                              | seb                                              | chaahida hai                                     |
| Глоси         | Глоси         | мені (давальний в.)                              | одне                                             | яблуко                                           | хочу                                             |
| Члени речення | Члени речення | Підмет                                           | Додаток                                          | Додаток                                          | Присудок                                         |
| Переклад      | Переклад      | Я хочу одне яблуко. / Мені хочеться одне яблуко. | Я хочу одне яблуко. / Мені хочеться одне яблуко. | Я хочу одне яблуко. / Мені хочеться одне яблуко. | Я хочу одне яблуко. / Мені хочеться одне яблуко. |

### Перська
من
man
я
Підмет
سیب
seeb
яблуко
Додаток
می‌خورم
mikhoram
їм.1.PRES
Присудок
Я їм яблуко.

### Португальська
Португальська є мовою типу SVO, але може утворювати деякі речення SOV.
У разі проклізи:
Todos
усі
Підмет
aqui
тут
te
тебе.PRCL
Додаток
amam
люблять
Присудок
Тебе тут усі люблять.
Aquilo
це
Підмет
me
мене.PRCL
Додаток
entristeceu
засмутило
Присудок
Мене це засмутило.
При використанні прислівників часу, заперечення є необов'язковим:
Nós
ми
Підмет
já
вже
[não]
[не]
os
їх.MASC
Додаток
temos
маємо
Присудок
(Позитивне) Ми вже маємо їх. 
 (Негативне) Ми вже не маємо їх.
Nós
ми
Підмет
ainda
досі
[não]
[не]
os
їх.MASC
Додаток
temos
маємо
Присудок
(Позитивне) We still have them. 
 (Негативне) We do not have them yet.
Для майбутнього часу й умовного способу існують інфіксні конструкції:
Eu
я
Підмет
fá-lo-ei
робити-це-буду
Додаток
amanhã
завтра
Присудок
Я зроблю це завтра.
SVO побудова: Eu hei-de fazê-lo amanhã або eu farei o mesmo amanhã.

### Пуштунська
زۀ
Zə
Підмет
کار
kaar
Додаток
کوم
kawəm
Присудок
Я виконую роботу.

### Санскрит
Санскрит, як і його попередниця, ведійська мова, є флективною мовою і дуже гнучкою у порядку слів; він допускає всі можливі словосполучення. Проте, зазвичай він вважається мовою SOV.
तत्त्
tát
це
Підмет
(त्)वम
t(ú)vam
ти
Додаток
सि
ási
є
Присудок
Це ти. / Це є ти.

### Сомалійська
У сомалійські устрій підмет–додаток–присудок (SOV) зазвичай використовують при офіційно-діловому мовленні.
Aniga
я
Підмет
baa
FOC
albaab(ka)
(ці) двері
Додаток
furay
відкрив
Присудок
Я відкрив двері.

### Талиська
Merd
чоловік
Підмет
kitob
книга
Додаток
handedə
читання
Присудок
Чоловік читає книгу.

### Тамільська
Основний порядок слів тамільської мови SOV. Проте порядок слів є дуже гнучким і використовується у прагматичних цілях. Якщо слово у реченні стоїть спочатку, увага звернена на нього; наприклад, порядок VSO буде вказувати на більший наголос на присудку, дії, ніж на підмету чи додатку. Основним порядком залишається SOV.
நான்
Nān
я.NOM
Підмет
பெட்டியை
peṭṭi-yai
коробка.ACC
Додаток
திறப்பேன்.
tiṟa-pp-ēn.
відкривати-FUT-1SG
Присудок
Я відкрию коробку.

### Телугу
నేను
Nēnu
я
Підмет
పార్టీకి
pārtīki
на вечірку
Додаток
వెళ్తున్నాను.
veḷtunnānu.
йду
Присудок
Я йду на вечірку.

### Тигринья
У мові тигринья зазвичай використовується устрій підмет–присудок–додаток (SVO).
ዳኒኤል
danī’ēli
Даніель
Підмет
ኩዑሶ
ku‘uso
м'яч
Додаток
ቀሊዑ
k’elī‘u
ударив
Присудок
Даніель ударив по м'ячу.

### Турецька
Joseph
Йосип
Підмет
elmayı
яблуко
Додаток
yedi
з'їв
Присудок
Йосип з'їв яблуко.
Як й усі інші тюркські мови, турецька має гнучкий порядок слів, тому можливий будь-який порядок. Наприклад, на додаток до наведеного вище порядку SOV, це речення також може бути побудоване як OSV (Elmayı Joseph yedi.), OVS (Elmayı yedi Joseph.), VSO (Yedi Joseph elmayı.), VOS (Yedi elmayı Joseph.), або SVO (Joseph yedi elmayı.), але ці інші порядки несуть конотацію акценту важливості або підмету, або додатку, або присудка. Порядок SOV є порядком «за замовчуванням», який особливо не наголошує на жодній частині речення.

### Угорська
Порядок слів у угорській мові довільний, хоча сенс дещо змінюється. Майже всі перестановки наступного приклада будуть дійсними, але з різним зосереджуванням уваги на певних словах.
Pista
Піста
Підмет
kenyeret
хліб
Додаток
szeletel
нарізає
Присудок
Піста нарізає хліб.

### Удмуртська
мон
mon
я
Підмет
книга
kniga
книга
Додаток
лыӟӥсько.
lyjis'ko
читати
Verb
Я читаю книгу.

### Узбецька
Anvar
Анвар.NOM
Підмет
Xivaga
в Хіву.DAT
Додаток
ketdi.
пішов
Verb
Анвар відправився в Хіву.
Маркер «ga» є покажчиком давального відмінка для додактка, який йому передує.
Завдяки гнучкості порядку слів в узбецькій мові, можна також перетворити речення в OSV (Xivaga Anvar ketdi / «У Хіву Анвар відправився»).

### Урду
مَیں
main
я
Підмет
نے
ne
ERG
اُسے
use
його/її
Додаток
دیکھا
dekha
бачив
Verb
Я бачив його/її.

### Французька
У французькій мові зазвичай використовується устрій підмет–присудок–додаток (SVO), але при використанні більшості займенників проклітика ставиться перед дієсловом, що іноді помилково сприймається за порядок слів SOV.
Nous
Ми
Підмет
les-avons.
ті/вони-маємо
Додаток-Присудок
Ми маємо їх.

### Хаджонґ
Moi
я
Підмет
hugre'm
гуаява
re'
ACC
Додаток
kha
їсти
sei.
PAST.IND
Присудок
Я їв гуаяву.
re — це частка, яка вказує на знахідний відмінок, а sei вказує на дійсний спосіб дієслова (індикатив) у минулому часі.

### Чеченська
Ахмед
Підмет
лист
Додаток
написав
Присудок
Ахмед написав листа.

### Японська
Основна засада японського порядку слів у тому, що модифікатори стоять перед тим, що вони власне модифікують. Наприклад, у реченні "こんな夢を見た," прямий додаток "こんな夢" (такого роду мрія) змінює дієслово "見た" (бачив, або в цьому випадку мав). Окрім цього, в решті порядок членів у реченні є відносно вільним. Однак, оскільки підмет зазвичай ставлять на початку речення, а дієслово — в кінці, японську мову тридиційно вважають мовою SOV.
ジョン
Jon
Джон
Підмет
は
wa
TOP
台所
daidokoro
кухня
で
de
LOC
本
hon
книга
Додаток
を
o
ACC
読み
yomi
читати
Присудок
ました。
mashita
PAST
Джон читав книжку на кухні.